# 伊茨華爾甘傑烏帕齊拉
伊茨華爾甘傑乌帕齐拉是孟加拉国邁門辛縣的一个乌帕齐拉，位於邁門辛专区的邁門辛縣。。

## 人口
據1991年孟加拉國人口普查，伊茨華爾甘傑共有戶數56,296戶，人口338080人。其中男性佔比50.80%，女性佔比49.20%；成年人口143,379人。該地7歲以上人口之平均識字率為22.2%。